# Editorial Gedisa
Editorial Gedisa és un editorial fundada per Victor Landman a Barcelona el 1977, dedicada a llibres universitaris de no ficció i independent ideològicament i econòmicament. En l'actualitat, compta amb un fons de gairebé mil títols i edita unes 60 novetats a l'any.
Les seves primeres filials hispanoamericanes es van crear a Mèxic, el 1982, i poc després a Buenos Aires. Des de mitjan dècada de 1990 té a més distribuïdores exclusives a Veneçuela i altres països llatinoamericans.

## Autories més significatives
George Steiner, Michel Foucault, Martin Heidegger, Ludwig Wittgenstein, Paul Ricoeur, Ernst Tugendhat, Sigmund Freud, Norbert Elias, Jean Piaget, Noam Chomsky, Ferdinand de Saussure, Umberto Eco, Norberto Bobbio, Pierre Bourdieu, Marshall MacLuhan, Jon Elster, Hans-Georg Gadamer, Hannah Arendt, Gregory Bateson, Edgar Morin, Pierre Boulez, Jacques Le Goff, Georges Duby, Fernand Braudel, Donald Davidson, Jacques Derrida, Walter Benjamin, Theodor W. Adorno, Ernst Jünger, Daniel C. Dennett, Richard Rorty, Thomas Nagel, René Thom, Françoise Dolto, Gianni Vattimo, Gilles Deleuze, Jean-François Lyotard, Bruno Latour, Marc Augé, Mario Bunge, Boris Cyrulnik, Donatella Di Cesare, Boris Cyrulnik i Rosi Braidotti.